# Chad Barson
Chad Barson (Columbus, 25 febbraio 1991) è un ex calciatore statunitense, di ruolo difensore.

## Carriera

### Club
Cresciuto nel settore giovanile dei Columbus Crew, ha esordito in prima squadra il 18 maggio 2013 disputando l'incontro di MLS vinto 0-1 contro il Toronto FC.

### Nazionale
Ha militato nelle nazionali giovanili statunitensi Under-17, Under-18 ed Under-20.

## Statistiche

### Presenze e reti nei club
| Stagione              | Squadra                | Campionato            | Campionato | Campionato | Coppe nazionali | Coppe nazionali | Coppe nazionali | Coppe continentali | Coppe continentali | Coppe continentali | Altre coppe | Altre coppe | Altre coppe | Totale | Totale |
| Stagione              | Squadra                | Comp                  | Pres       | Reti       | Comp            | Pres            | Reti            | Comp               | Pres               | Reti               | Comp        | Pres        | Reti        | Pres   | Reti   |
| --------------------- | ---------------------- | --------------------- | ---------- | ---------- | --------------- | --------------- | --------------- | ------------------ | ------------------ | ------------------ | ----------- | ----------- | ----------- | ------ | ------ |
| 2010                  | Michigan Bucks         | USL PDL               | ?          | ?          |                 | -               | -               |                    | -                  | -                  |             | -           | -           | ?      | ?      |
| 2011                  | Michigan Bucks         | USL PDL               | ?          | ?          |                 | -               | -               |                    | -                  | -                  |             | -           | -           | ?      | ?      |
| 2012                  | Michigan Bucks         | USL PDL               | ?          | ?          | USOC            | 2               | 0               |                    | -                  | -                  |             | -           | -           | 2      | 0      |
| Totale Michigan Bucks | Totale Michigan Bucks  | Totale Michigan Bucks | ?          | ?          |                 | 2               | 0               |                    | -                  | -                  |             | -           | -           | 2      | 0      |
| 2013                  | Columbus Crew          | MLS                   | 20         | 0          | USOC            | 1               | 0               |                    | -                  | -                  |             | -           | -           | 21     | 0      |
| 2014                  | Columbus Crew          | MLS                   | 13         | 0          | USOC            | 2               | 0               |                    | -                  | -                  |             | -           | -           | 15     | 0      |
| 2015                  | Columbus Crew          | MLS                   | 10         | 0          | USOC            | 2               | 0               |                    | -                  | -                  |             | -           | -           | 12     | 0      |
| 2016                  | Columbus Crew          | MLS                   | 7          | 0          | USOC            | 2               | 0               |                    | -                  | -                  |             | -           | -           | 9      | 0      |
| Totale Columbus Crew  | Totale Columbus Crew   | Totale Columbus Crew  | 50         | 0          |                 | 7               | 0               |                    | -                  | -                  |             | -           | -           | 57     | 0      |
| 2016                  | Pittsburgh Riverhounds | USL                   | 2          | 0          | USOC            | 0               | 0               |                    | -                  | -                  |             | -           | -           | 2      | 0      |
| 2017                  | Linköping City         | D2                    | ?          | ?          |                 | -               | -               |                    | -                  | -                  |             | -           | -           | ?      | ?      |
| Totale carriera       | Totale carriera        | Totale carriera       | 52         | 0          |                 | 9               | 0               |                    | -                  | -                  |             | -           | -           | 61     | 0      |